# Daggoo philoctetes
Daggoo philoctetes là một loài tò vò trong họ Ichneumonidae.